# Nettlebed
Nettlebed is een civil parish in het bestuurlijke gebied South Oxfordshire, in het Engelse graafschap Oxfordshire met 727 inwoners.